# Franziskanerkirche (Opole)

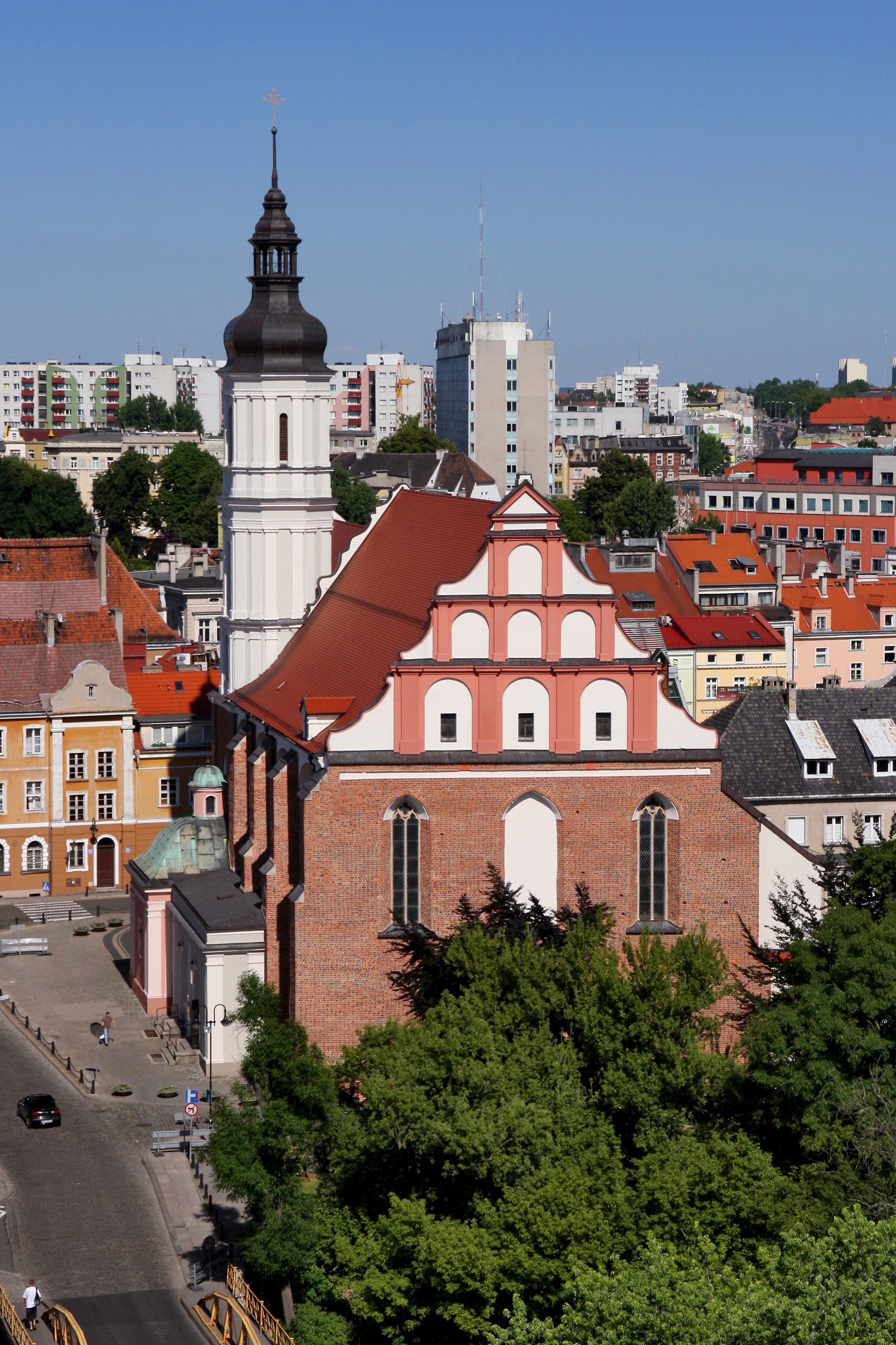
Franziskanerkirche vom Piastenturm gesehen

Die Franziskanerkirche ist eine römisch-katholische Kirche im Herzen von Opole. Sie befindet sich an der Ul. Zamkowa (dt. Schlossstraße), direkt am Mühlgraben.

## Geschichte

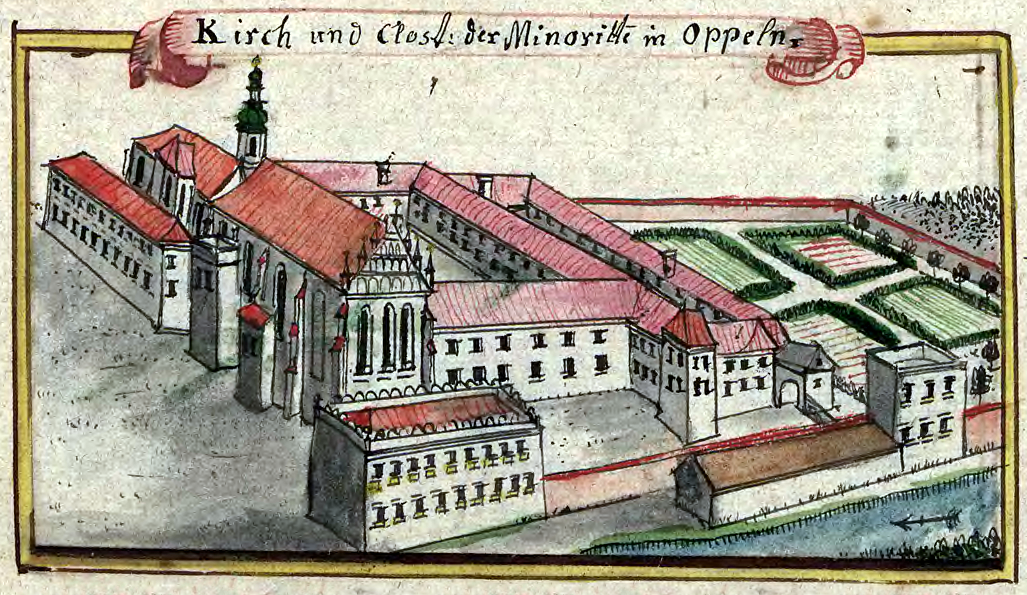
Darstellung des Klosters im 18. Jahrhundert

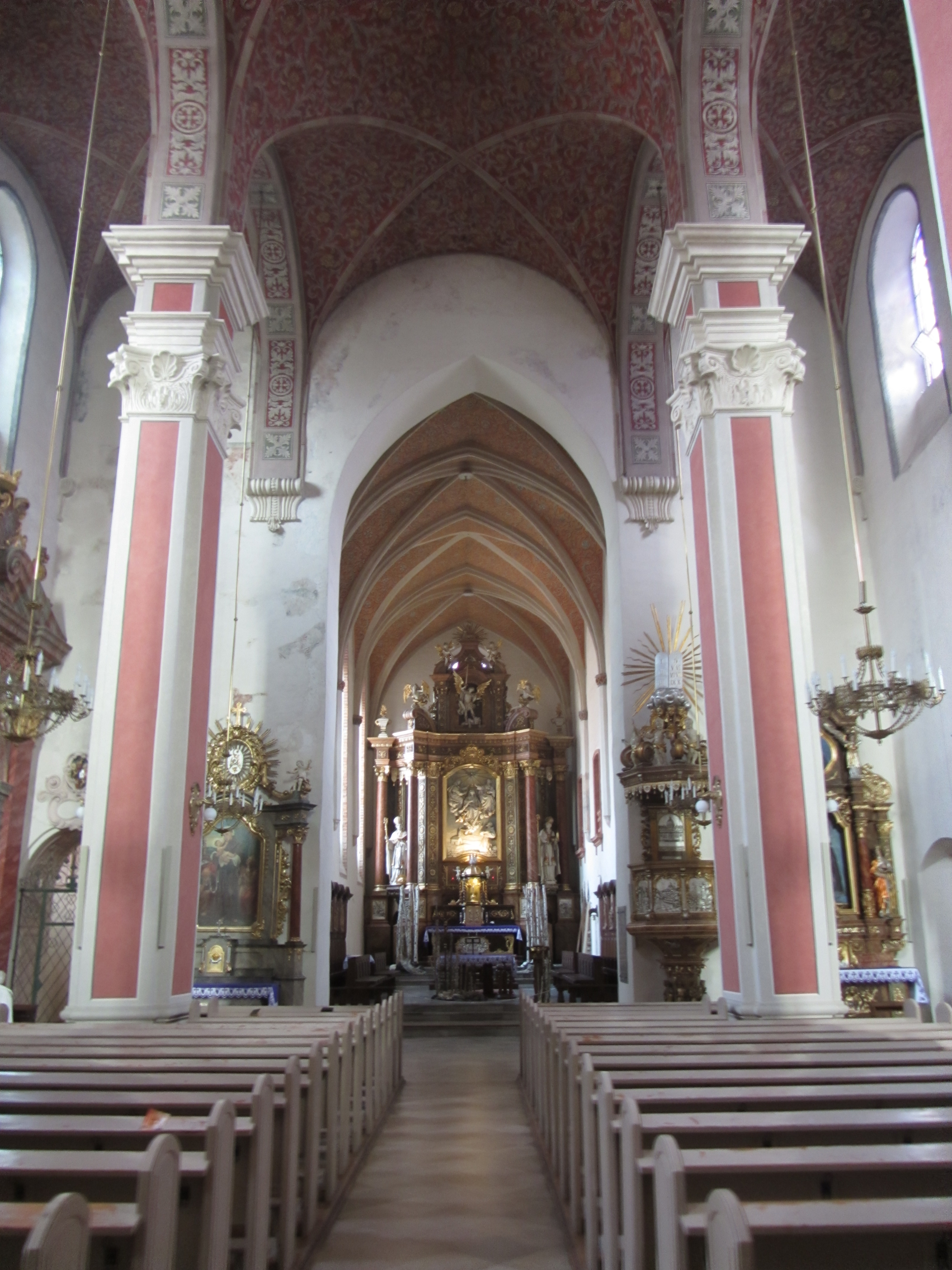
Innenraum

Die Franziskaner kamen Anfang des 13. Jahrhunderts nach Oppeln. Belegt ist die Existenz des Klosters für 1248. Die Brüder erbauten zunächst ein Kloster und eine Kirche aus Holz, welche 1307 ausbrannte. Kurze Zeit später wurde die Kirche wieder, unter Boleslaw I. im gotischen Stil aufgebaut. Der Turm wurde im 15. Jahrhundert angefügt. Die Ausstattung ist weitgehend barock. Noch zu sehen sind alte Wandmalereien aus dem 14. Jahrhundert.
Die Kirche diente auch als Schlosskirche, da sich in unmittelbarer Nähe das Piastenschloss befand. Besonders bemerkenswert ist die 1309 erbaute Annakapelle (auch Piastenkapelle genannt). Erst aus dem Jahr 1958 ist ein Triptychon, das sich aber an gotischen Vorbildern orientiert. In der Kapelle befinden sich die zwei herzoglichen Grabmäler. Dort begraben sind die Herzöge Bolko I., Bolko II. und Bolko III. sowie die Gemahlin des Letzteren, Anna.
Mehrere Brände zerstörten die Kirche im Laufe ihrer Geschichte. Sie wurde immer wieder aufgebaut. 1899 wurde der im Stil der Neorenaissance gestaltete Kirchturm erbaut. Er ist 52 Meter hoch.
Bis zur Zerstörung im Zweiten Weltkrieg befand sich vor der Kirche, direkt am Mühlgraben das Haus „Die Goldene Eins“. Die Reste des 1895 erbauten Hauses wurde bereits 1946 beseitigt und zum Wiederaufbau des Franziskanerklosters genutzt. Die Kirche selber wurde im Krieg nicht zerstört. Ab 1945 bezogen die Franziskaner wieder die Klosterräume, da die Kirche seit der Reformation der Stadt protestantisch war. Im Jahr 1986 brach die Spitze des Turmes samt Kreuz bei einem starken Sturm ab. Bei der Wiederherstellung wurde auch sogleich die Holzkonstruktion erneuert. Der gesamte Helm ist seitdem von Kupfer bedeckt. Im Jahr 2007 wurde die Kirche komplett von außen saniert und erstrahlt heute wieder im alten Glanze.

## Kapellen

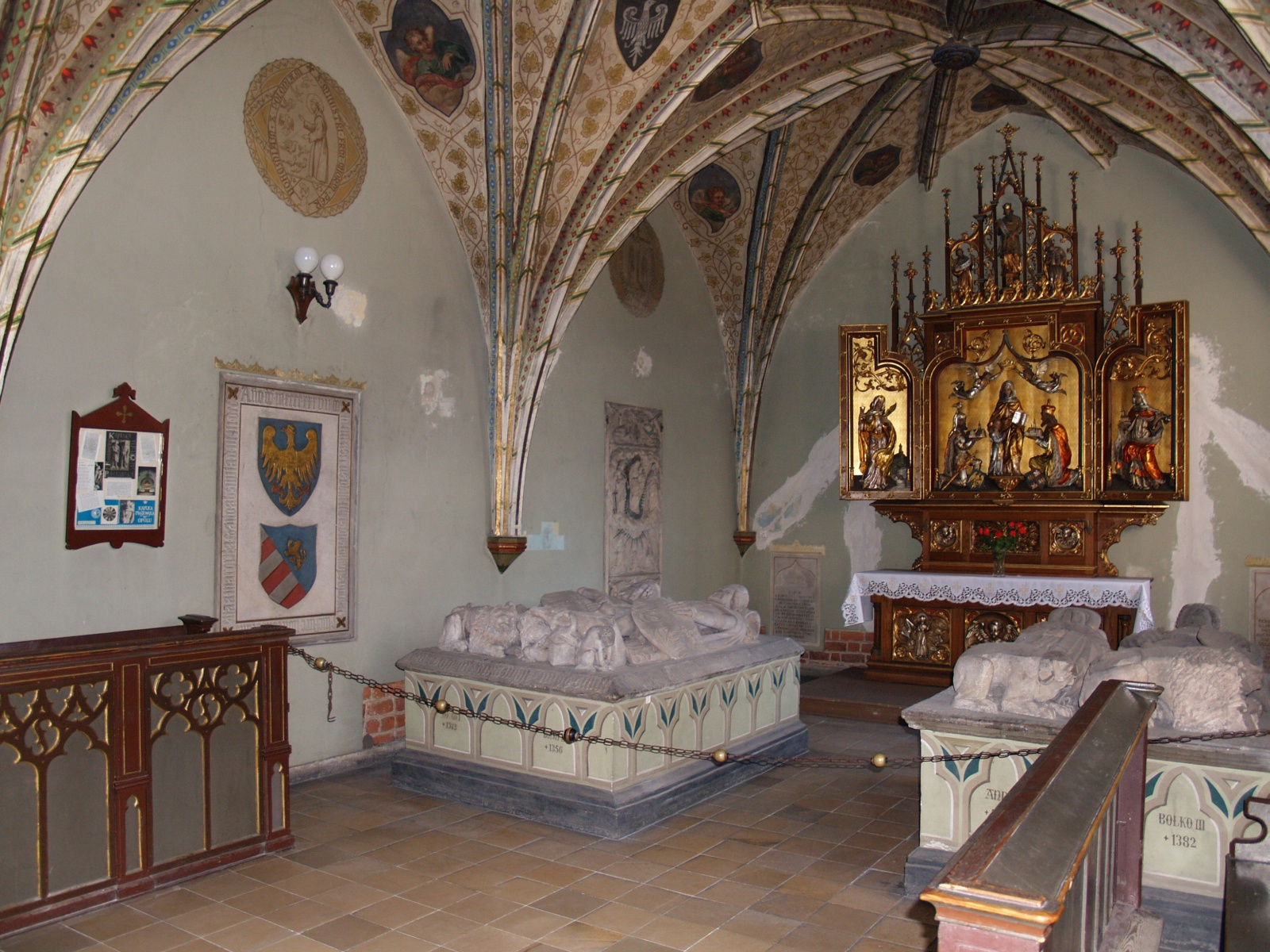
Kapelle der heiligen Anna

### Kapelle der heiligen Anna
Diese Kapelle wird auch des Öfteren als Piastenkapelle bezeichnet. Sie befindet sich im südlichen Schiff der Kirche.
Die Kapelle wurde 1309 vom Oppelner Piasten Bolko I. erbaut und zählt damit zu den ältesten Sakralbauten Schlesiens. Im Innenraum befinden sich die Grabmäler der Oppelner Piasten Bolko I., Bolko II. und Bolko III., sowie dessen Gemahlin Anna. Des Weiteren ist der Innenraum geschmückt durch Steingewölbe, worauf unter anderem ein Piastenadler dargestellt ist. Der Altar stellt fünf Personen dar: Hl. Anna, Wladislaus II., sowie die Hl. Barbara und die Hl. Hedwig.

### Kapelle der Gottesmutter von Tschenstochau
Diese Kapelle befindet sich unter dem Kirchturm. Hierbei handelt es sich um die alte Grabkapelle der Familie Prószkoski. Über dem Eingang befindet sich noch heute das Wappen der Familie.

### Kapelle des heiligen Maximilian Kolbe
Diese Kapelle ist dem 1982 heiliggesprochenen Franziskaner-Minorit Maximilian Kolbe geweiht. Bei Renovierungsarbeiten fand man hier Fragmente von Fresken aus dem 15. Jahrhundert.

## Galerie

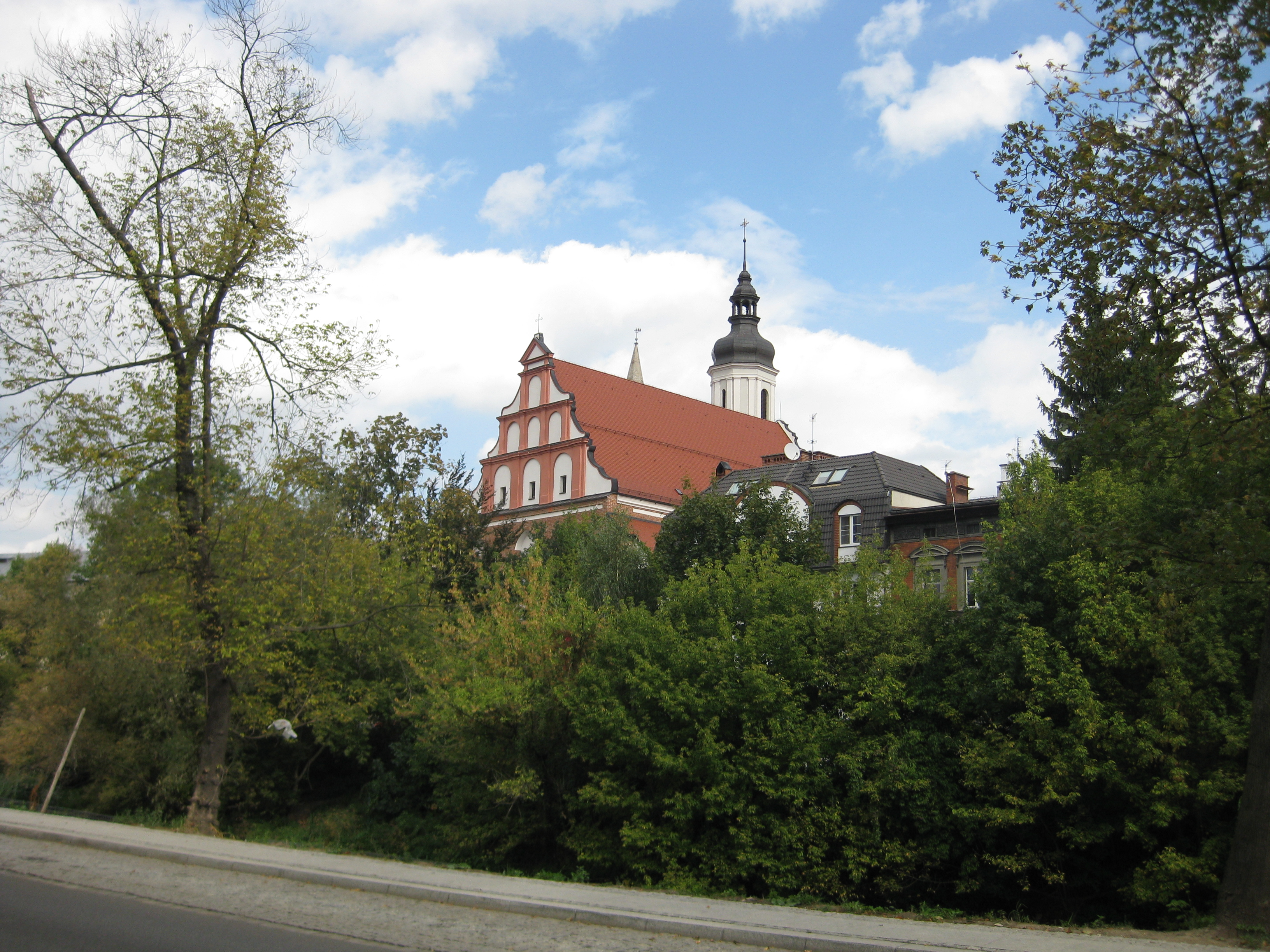
Am Mühlgraben
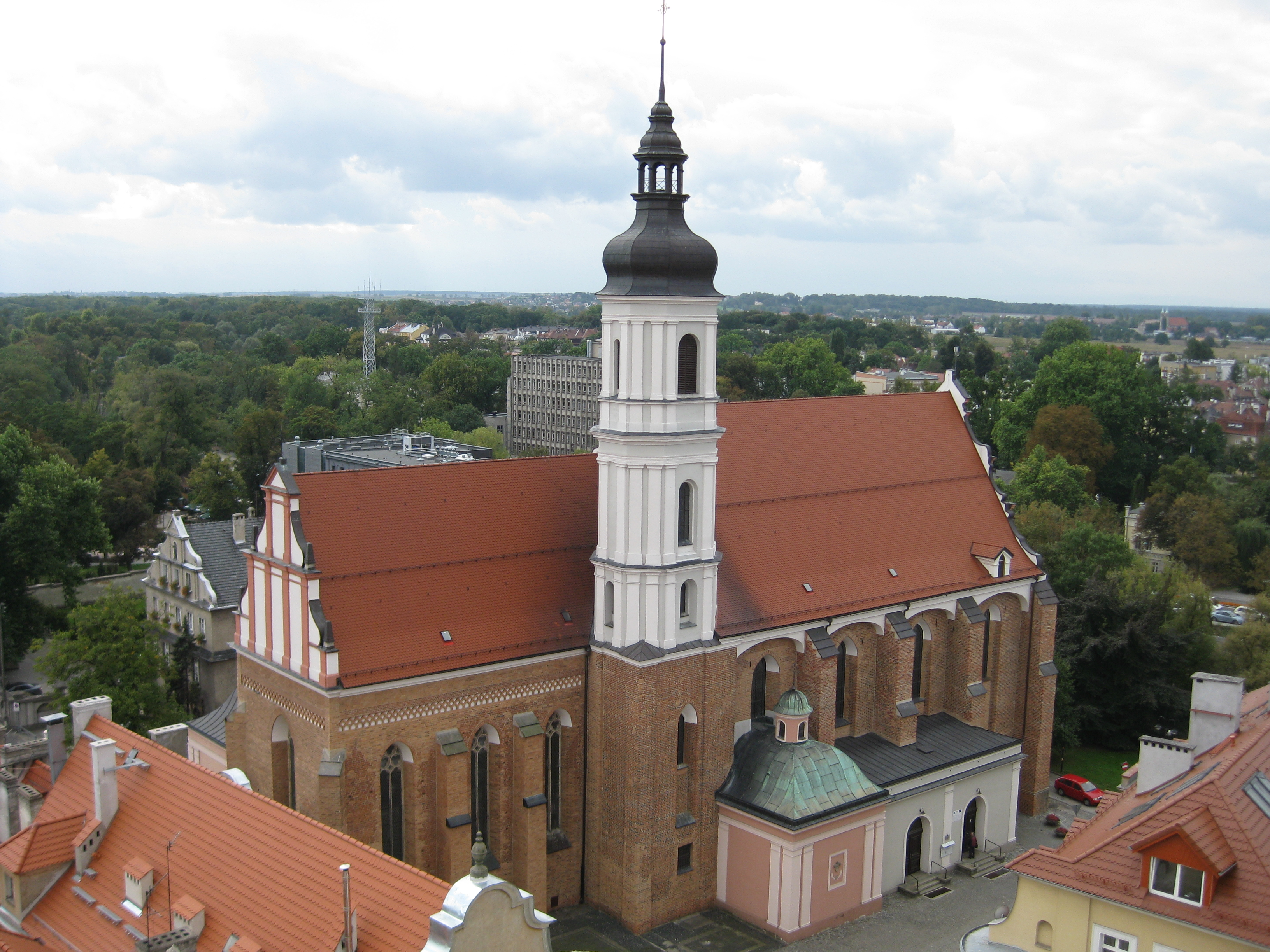
Gesehen vom Rathausturm
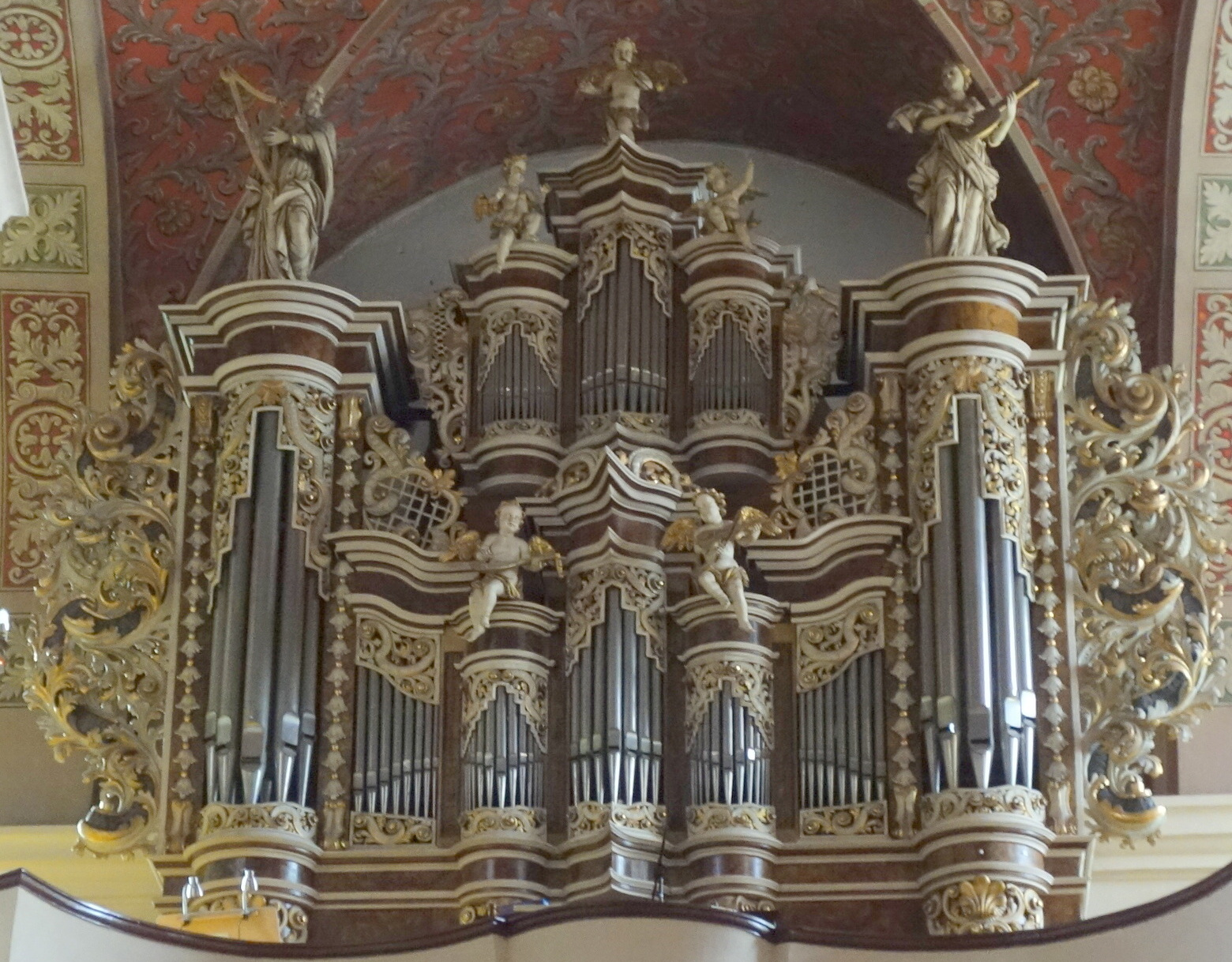
Orgel
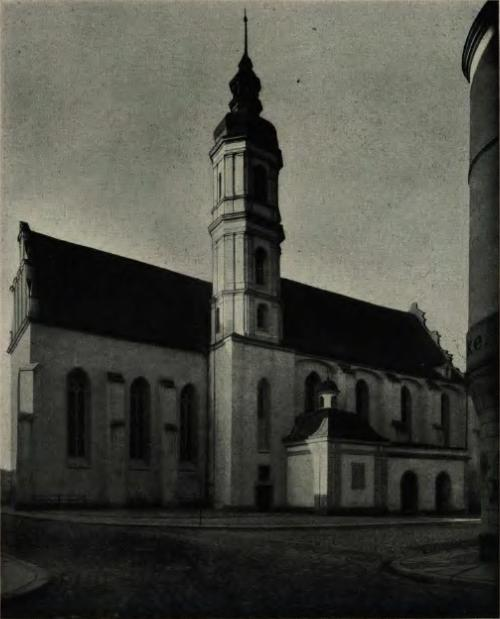
1930er
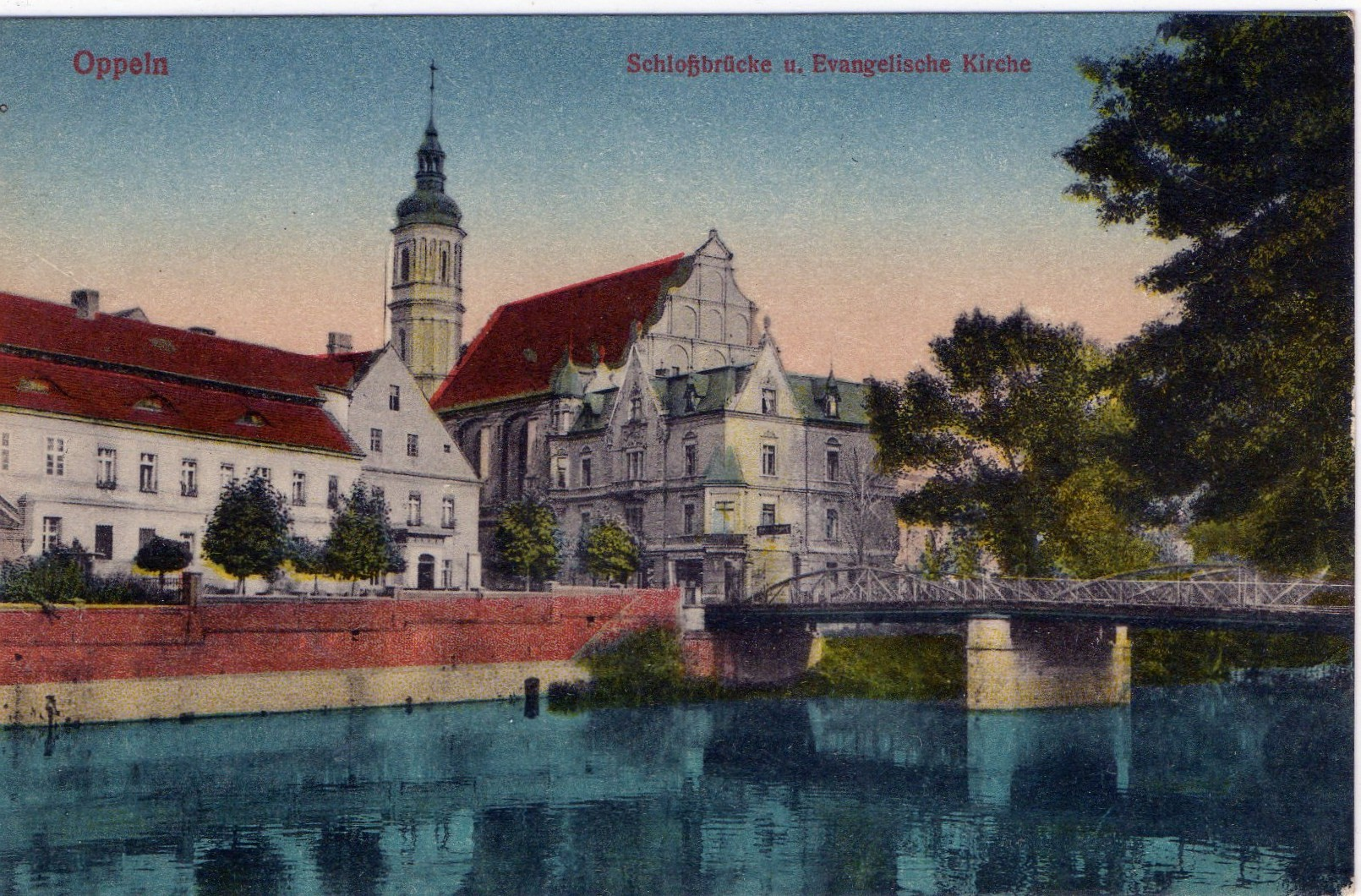
Ansicht aus den 1920er Jahren – Mit dem Haus „Die Goldene Eins“